# Scopula pulverosaria
Scopula pulverosaria är en fjärilsart som beskrevs av Walker 1862. Scopula pulverosaria ingår i släktet Scopula och familjen mätare. Inga underarter finns listade.